# امیسک، آلبرتا
امیسک، البرتا (به انگلیسی: Amisk, Alberta) یک منطقهٔ مسکونی در کانادا است که در آلبرتا واقع شده‌است.

## خصوصیات
امیسک ۰٫۷۶ کیلومترمربع مساحت و ۲۰۷ نفر جمعیت دارد و ۹۱۰ متر بالاتر از سطح دریا واقع شده‌است.